# Jeanne i jej wspaniały chłopak
Jeanne i jej wspaniały chłopak (tytuł oryginalny: Jeanne et le Garçon formidable, tytuł angielski: Jeanne and the Perfect Guy) – francuski film fabularny, musical z wątkiem romantycznym i dramatycznym z 1998 roku w reżyserii Oliviera Ducastela i Jacques’a Martineau. Film po raz pierwszy pokazano publicznie podczas Festiwalu Berlinale.

## Fabuła
Jeanne ma 18 lat i pracuje jako telefonistka. Bardzo chce się zakochać, miała wielu chłopaków, jednak nie poznała dotąd „tego jedynego”, który spełniałby jej wysokie wymagania. Wszystko zmienia się, gdy pewnego dnia w metrze poznaje przystojnego Oliviera. Jeanne zakochuje się w chłopaku od pierwszego wejrzenia, mężczyzna jest dla niej ideałem. Olivier niechętnie rozpoczyna romans, chce swoją postacią obrzydzić dziewczynę, by zerwała z nim kontakt. Często wszczyna kłótnie, wyznaje niewierność i rani zakochaną w nim Jeanne. Mężczyzna, widząc upartość dziewczyny, informuje, że jest chory na AIDS. Zaraził się poprzez stosowanie brudnych igieł podczas brania heroiny. Nie chce, by Jeanne zaraziła się od niego i podejmuje decyzję o ostatecznym rozstaniu. Dziewczyna nie podziela opinii ukochanego, chce być z Olivierem, pomimo jego choroby, próbuje wszelkimi metodami znaleźć partnera, odwiedza m.in. szpital, w którym leczył się ukochany. Mijają dni. Przypadkowo Jeanne spotyka mężczyznę, który towarzyszył Oliverowi podczas podróży w metrze, kiedy go poznała. Przyjaciel wyznaje bolesną prawdę dziewczynie – jej były partner jest homoseksualistą.

## Obsada
- Virginie Ledoyen jako Jeanne
- Mathieu Demy jako Olivier

W pozostałych rolach:
- Jacques Bonnaffé jako François
- Valérie Bonneton jako Sophie
- Frédéric Gorny jako Jean-Baptiste
- Laurent Arcaro jako kurier
- Michel Raskine jako hydraulik
- Fabrice Ramalingon jako sprzątacz